# Ben Thanh (métro de Hô Chi Minh-Ville)
La station Ben Thanh (vietnamien : Ga Bến Thành) ou station centrale Ben Thanh (vietnamien : Nhà ga Trung tâm Bến Thành) est une station du métro de Hô Chi Minh-Ville desservant le quartier Ben Thanh du 1er arrondissement de Hô Chi Minh-Ville au Viêt Nam.

## La station
Construite sur une superficie de 45 000 m2, la station est à l'intersection des lignes 1, 2, 3A et 4A à proximité du marché Bên Thành.
La construction a commencé à la fin de 2016 et devrait être s'achevée en 2022. 
La station Ben Thanh est une station souterraine qui s'étend sur 515 m jusqu'à la station du théâtre sous la rue Le Loi a environ 21 m de profondeur.
La station est organisée sur 5 niveaux :
- Rez-de-chaussée : comprenant 4 entrées et la place.
- Niveau −1 : zone souterraine menant à la station de l'opéra, divisée en 4 zones : zone commerciale, zone de vente, zone de service technique, zone d'entrée et de contrôle.
- Niveau −2 : zone de la ligne 1, divisée en 2 zones : la zone de circulation des trains et le service technique.
- Niveau −3 : zone de transfert du métro 1 au métro 2 et zone technique.
- Niveau −4 : station de la ligne 2.

## Galerie

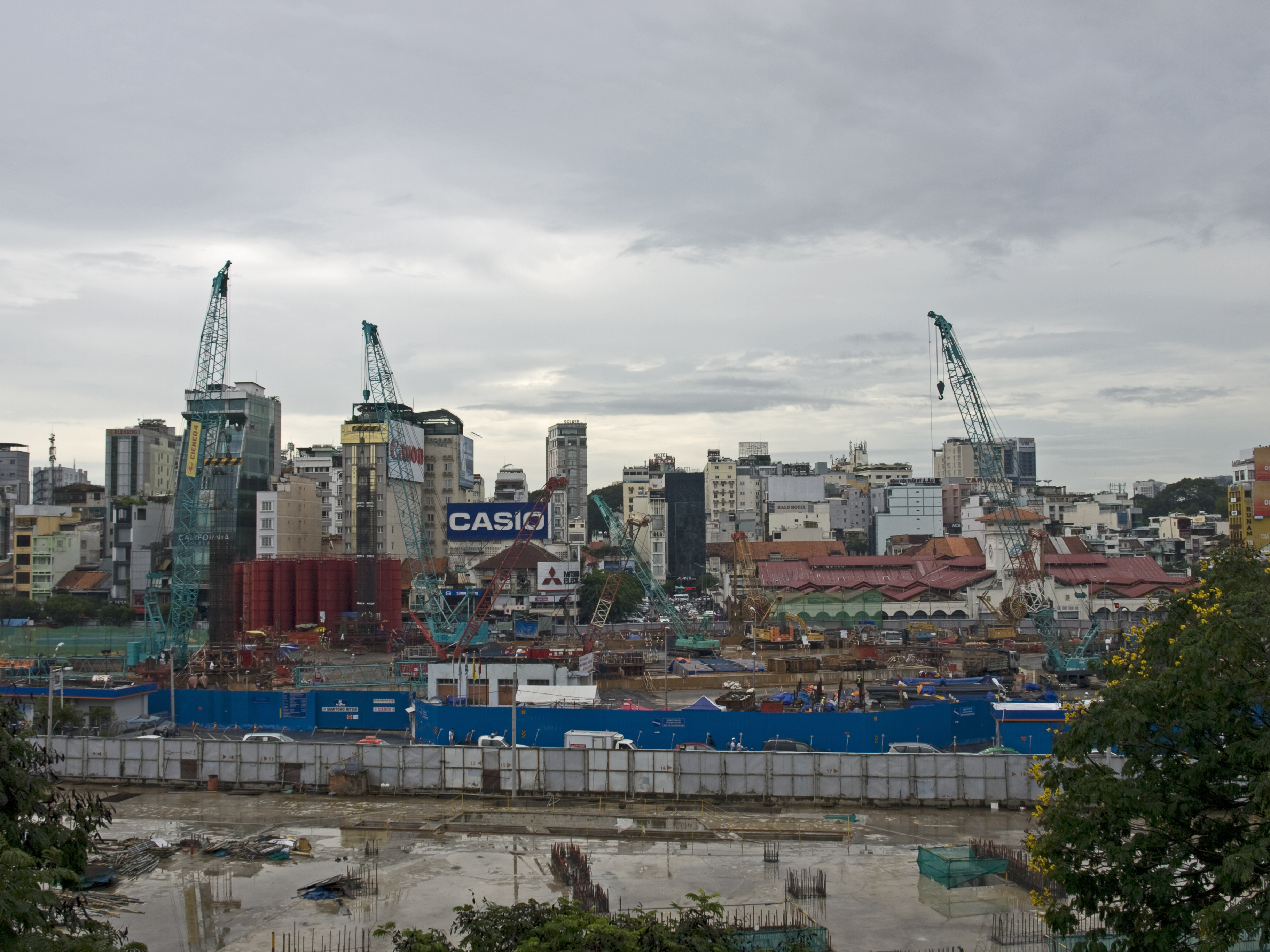
.
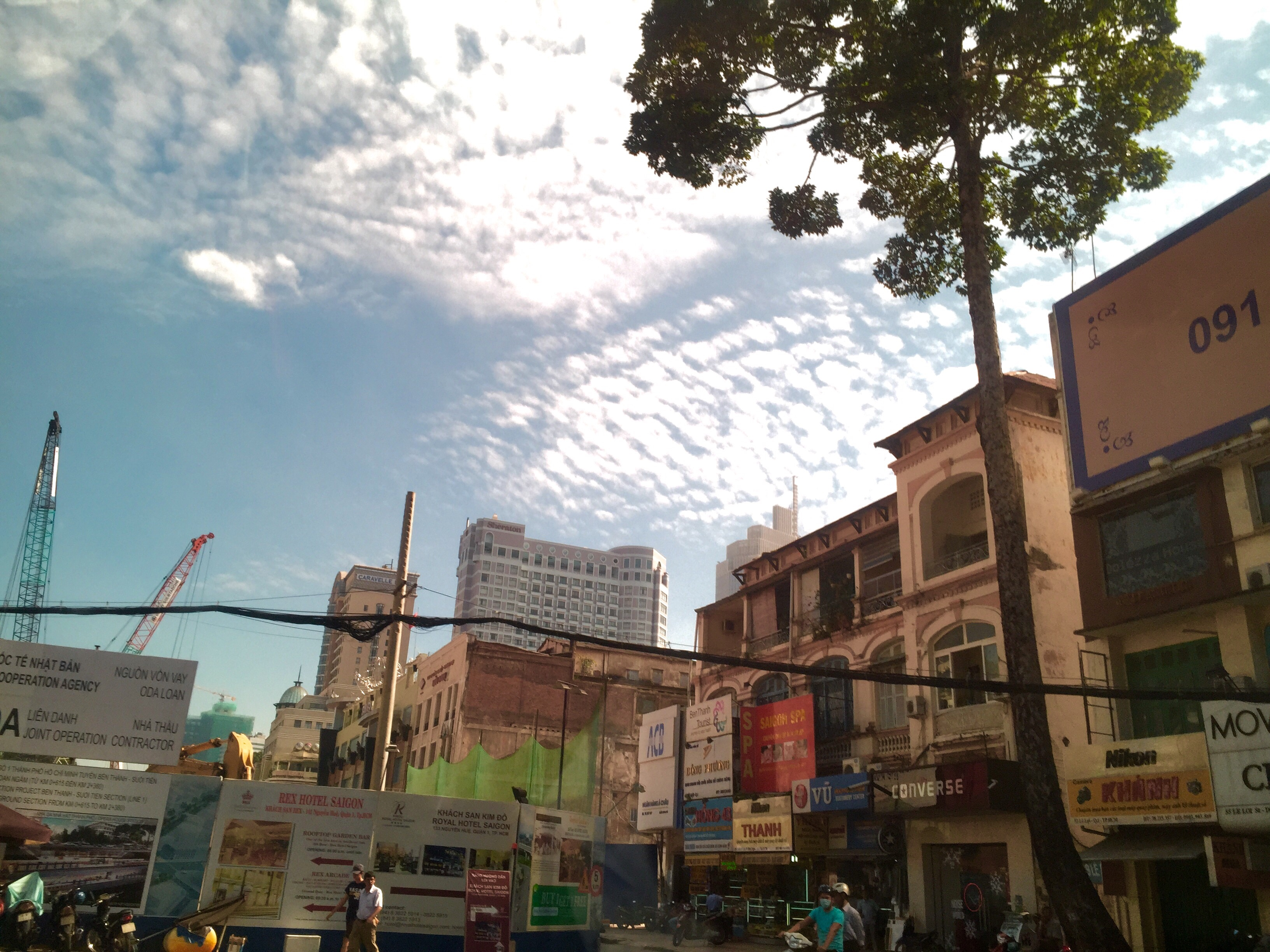
Le chantier rue Le Loi.